# 株木山街道
株木山街道，是中华人民共和国湖南省常德市汉寿县下辖的一个乡镇级行政单位。原为株木山乡，2015年10月28日，撤乡设街道。
株木山街道地处汉寿县中部，沧浪河以南，东临大南湖乡，南与太子庙镇接壤，西邻毛家滩回族维吾尔族乡，北接沧浪街道辖区。
2024年3月29日，将株木山街道的黄福、天星、左家庵、竹子碑、马嘶桥5个居委会成建制划入太子庙镇。

## 行政区划
株木山街道下辖以下地区：
天星社区、黄福社区、新城社区、姚家坝村、清水村、中桥村、杨家桥村、茶家园村、施家巷村、栗山村、鸭东村、株木村、邹家坪村、韩家冲村、文步桥村、全赋村、云台村、笑田村、左家庵村、马嘶桥村、竹子陂村和望城村。
2024年调整后，株木山街道下辖新城、清水湖、韩文、鸭东、施家巷、茶家园、中桥、云台、笑藤港、云台山林场10个居委会。